# نهر أمبالاونا
أمبالاونا (بالملغاشية: Ambalona)، نهر يقع شرقي مدغشقر. يصب في المحيط الهندي جنوب تواماسينا.